# Gewoon parelmos
Gewoon parelmos (Weissia controversa) is een soort uit het geslacht parelmos (Weissia). Het groeit op allerlei bodems.

## Determinatie

### Uiterlijke kenmerken
De laagblijvende soort vormt geelgroen of groen, losse tot dichte gazons. De planten worden tot ongeveer 1 centimeter hoog en zijn enkelvoudig of vertakt. De bladeren zijn lancetvormig tot lineair-lancetvormig, kort of langer gepunt, rechtopstaand als ze nat zijn, gekruld als ze droog zijn. Ze zijn geclusterd aan de bovenkant van de stengel en zijn groter dan in het onderste deel van de stengel. De bladranden zijn te veel opgerold. De sterke bladnerf komt bovenaan tevoorschijn als een korte puntige punt.
De geslachtsverdeling is autoecious. Sporenkapsels zijn bijna altijd in overvloed aanwezig. De seta is geelachtig, tot 6 millimeter lang, de capsule is eivormig tot ellipsvormig en verheven boven de bladeren. Het huikje is kegelvormig en afgesnaveld. De capsuleopening heeft een wijde opening. Er wordt een peristoom gevormd en de tanden zijn tot 120 micrometer lang.

### Microscopische kenmerken
In het bovenste deel van het blad is de bladnerf aan de ventraal bedekt met korte, groene cellen. De bladcellen in het bovenste deel van het blad zijn afgerond-vierkant, dicht papillair en 6 tot 10 micrometer groot; aan de basis van het blad zijn ze rechthoekig, glad en hyaliene. De sporen zijn papillose en 14 tot 21 micrometer groot.

## Ecologie
Gewoon parelmos leeft op lichte tot halfbeschaduwde, droge tot frisse, zelden vochtige, open grondplaatsen in weilanden, weilanden, droge graslanden, onder struiken en heggen, op open plekken in bossen, hoge grasgebieden en aan bosranden, op bospaden en ophogingen. op voetpaden, ook in zandduinen en aan de randen van wateroevers. Het substraat is alkalisch en kalkrijk of neutraal tot lichtzure, leemachtige, zandige, kleiige, mergel- of humusrijke grond.

## Verspreiding
Gewoon parelmos kent een nagenoeg kosmopolitische verspreiding; het komt op alle continenten voor behalve Antarctica. In Europa ligt het belangrijkste verspreidingsgebied in de gematigde zone, dat zich in het noorden uitstrekt tot IJsland, Midden-Noorwegen, Midden-Zweden en Midden-Finland, en in het zuiden tot het Middellandse-Zeegebied, hoewel dit hier zeldzamer is. In Centraal-Europa is de soort vooral wijdverspreid en vaak gebruikelijk in kalksteengebieden. In de Alpen stijgt het naar het alpiene hoogteniveau.
In Nederland is gewoon parelmos zeldzaam voor. Het staat niet op de rode lijst en is niet bedreigd.

## Fotogalerij

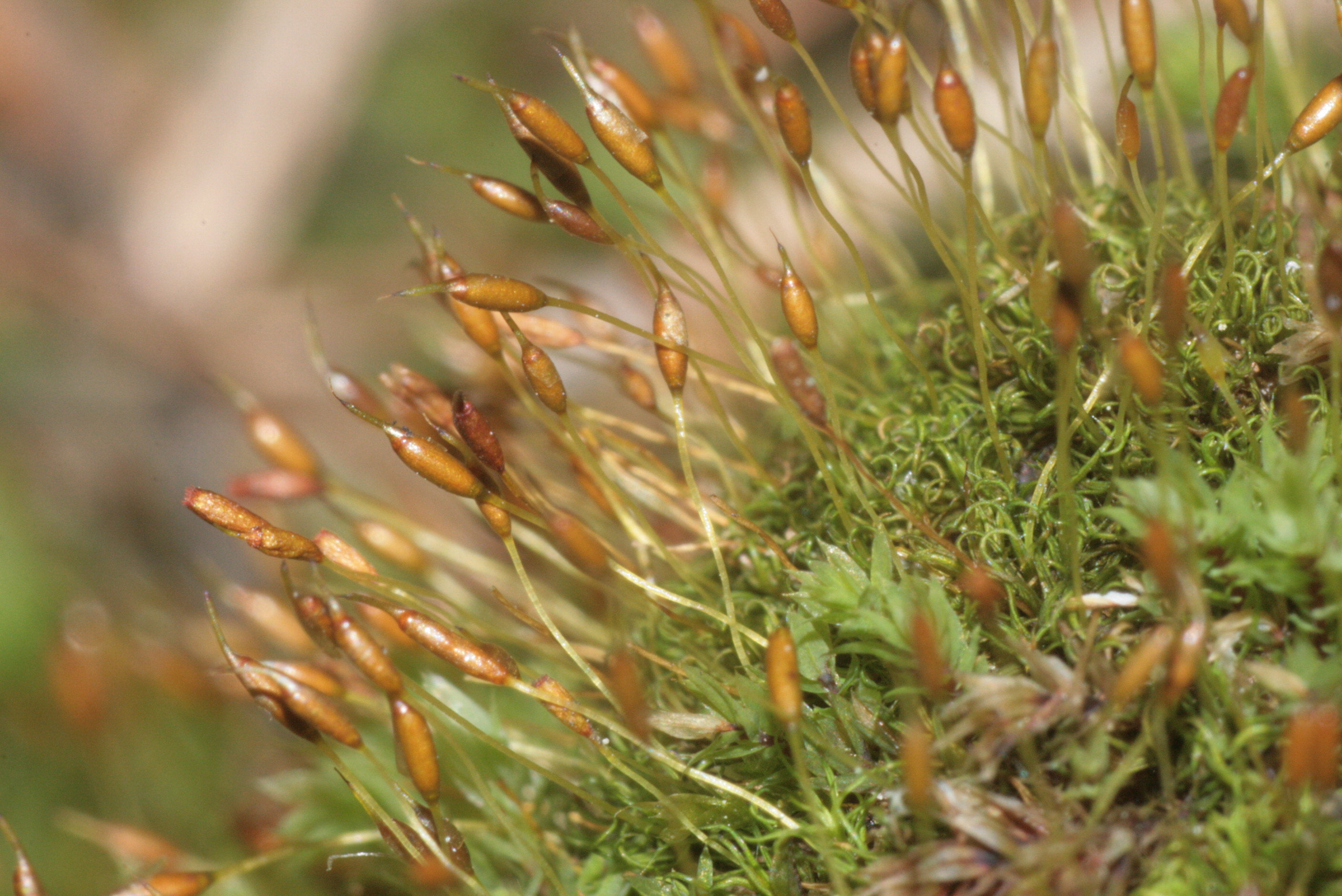
Sporenkapsels
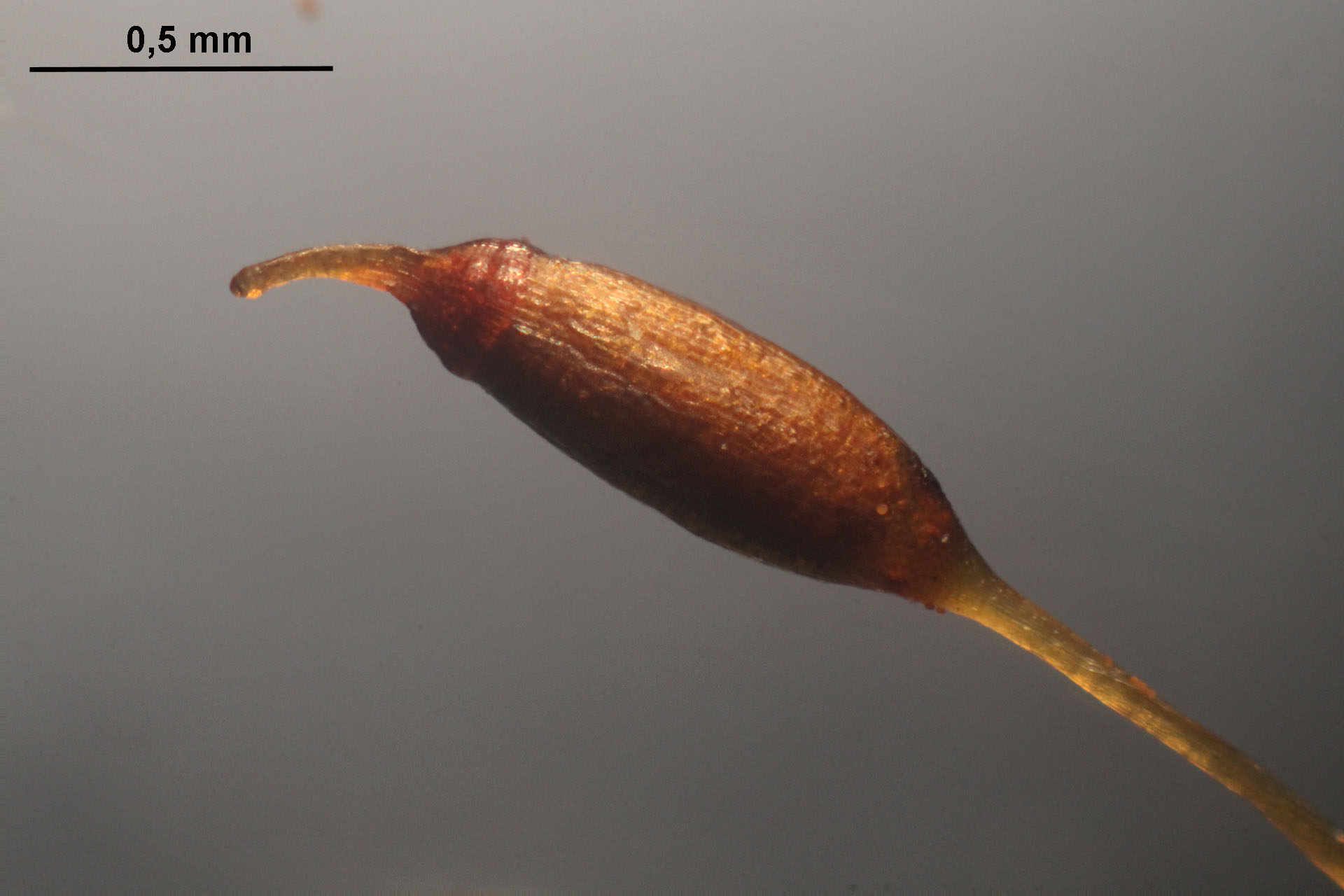
Sporencapsule met seta
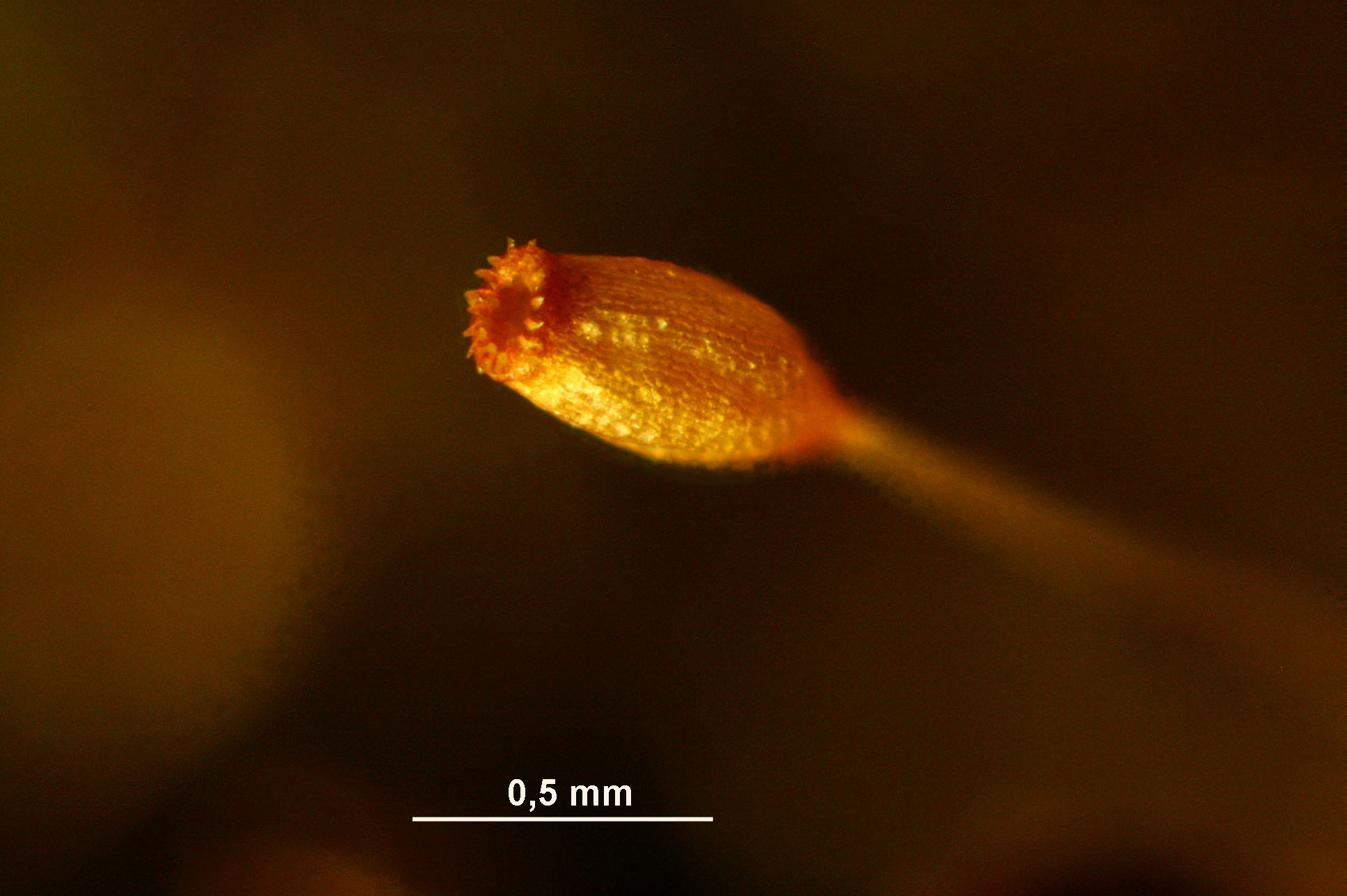
Peristoom
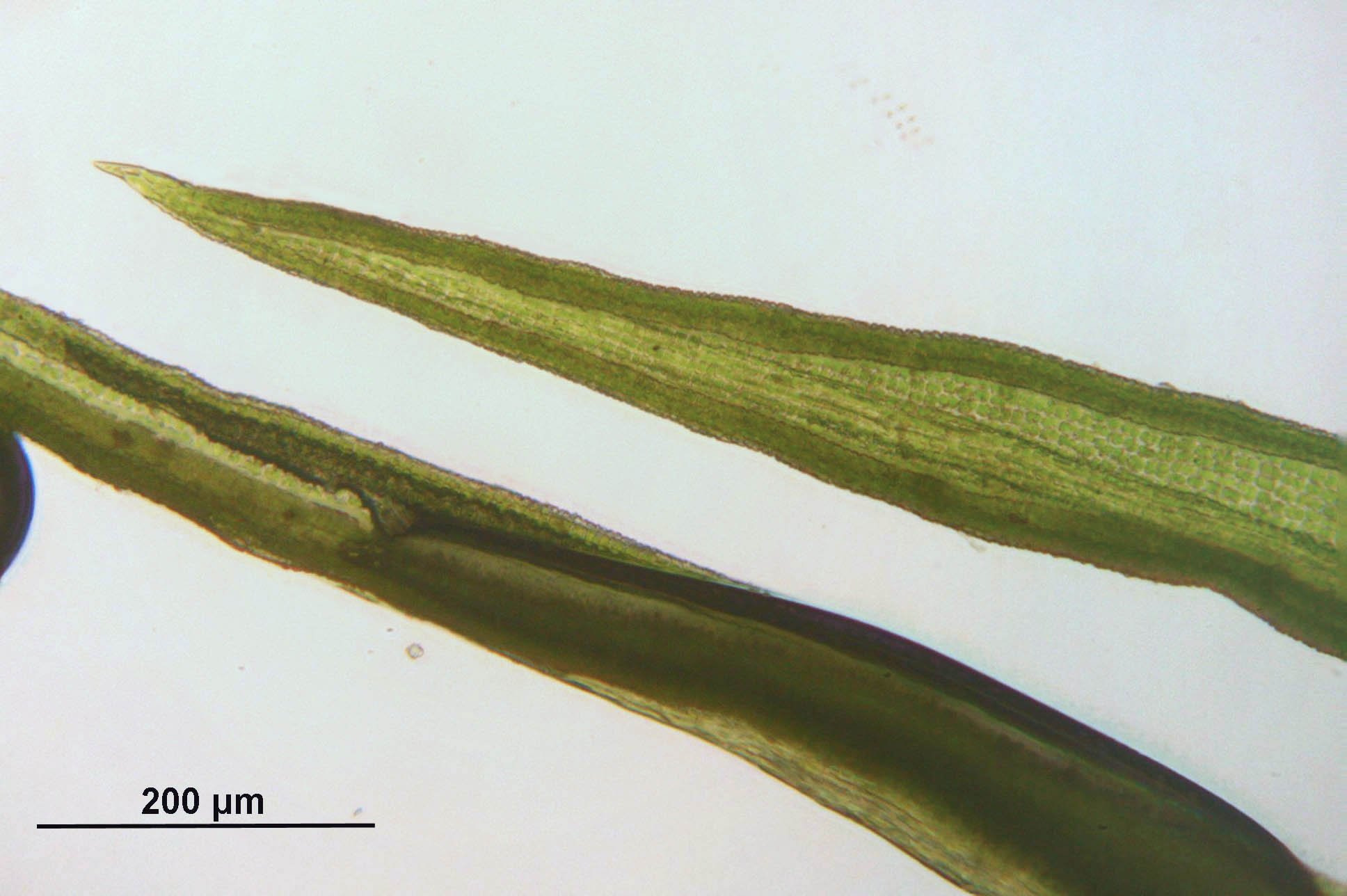
Bladtop
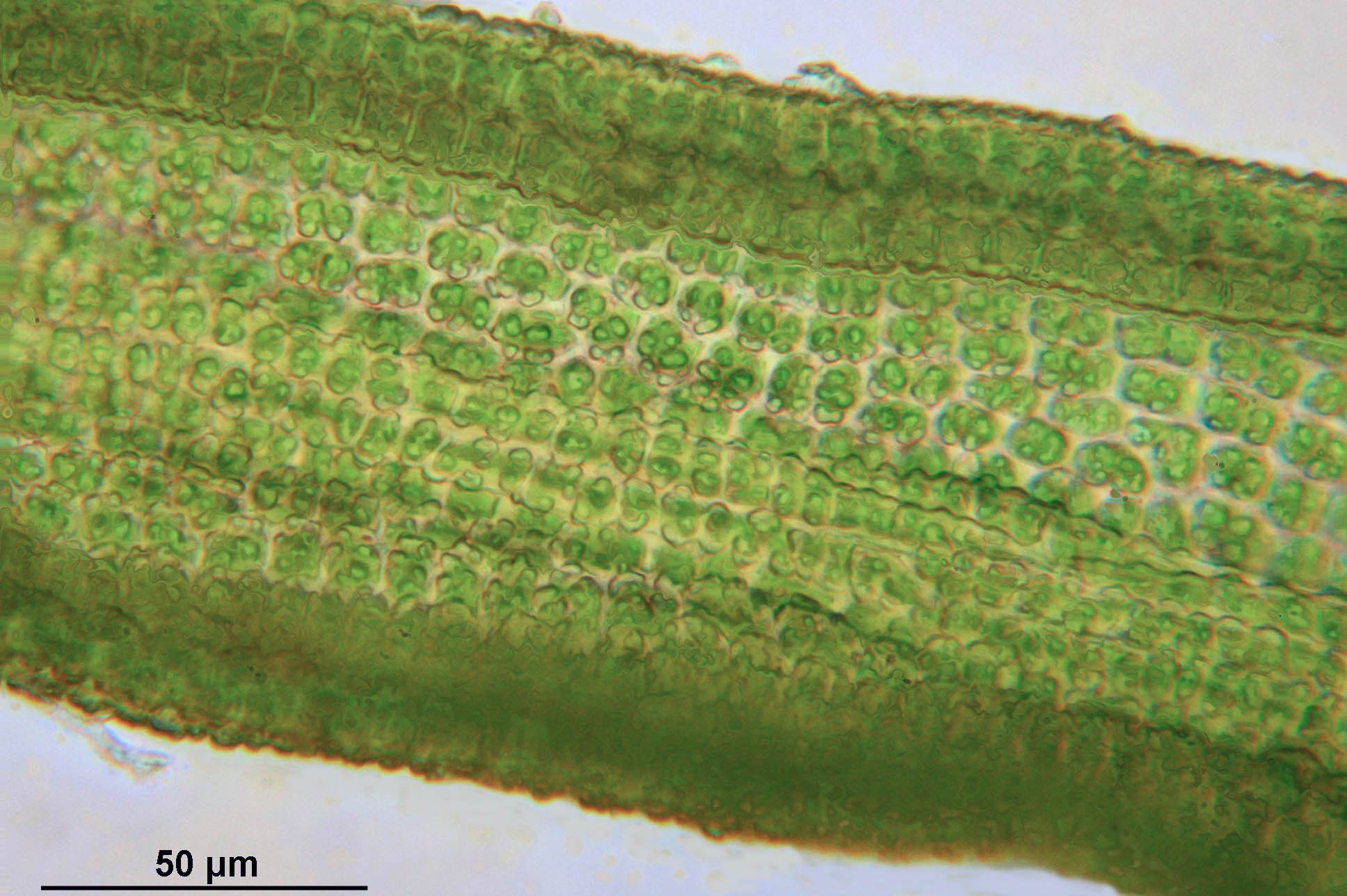
Bladcellen
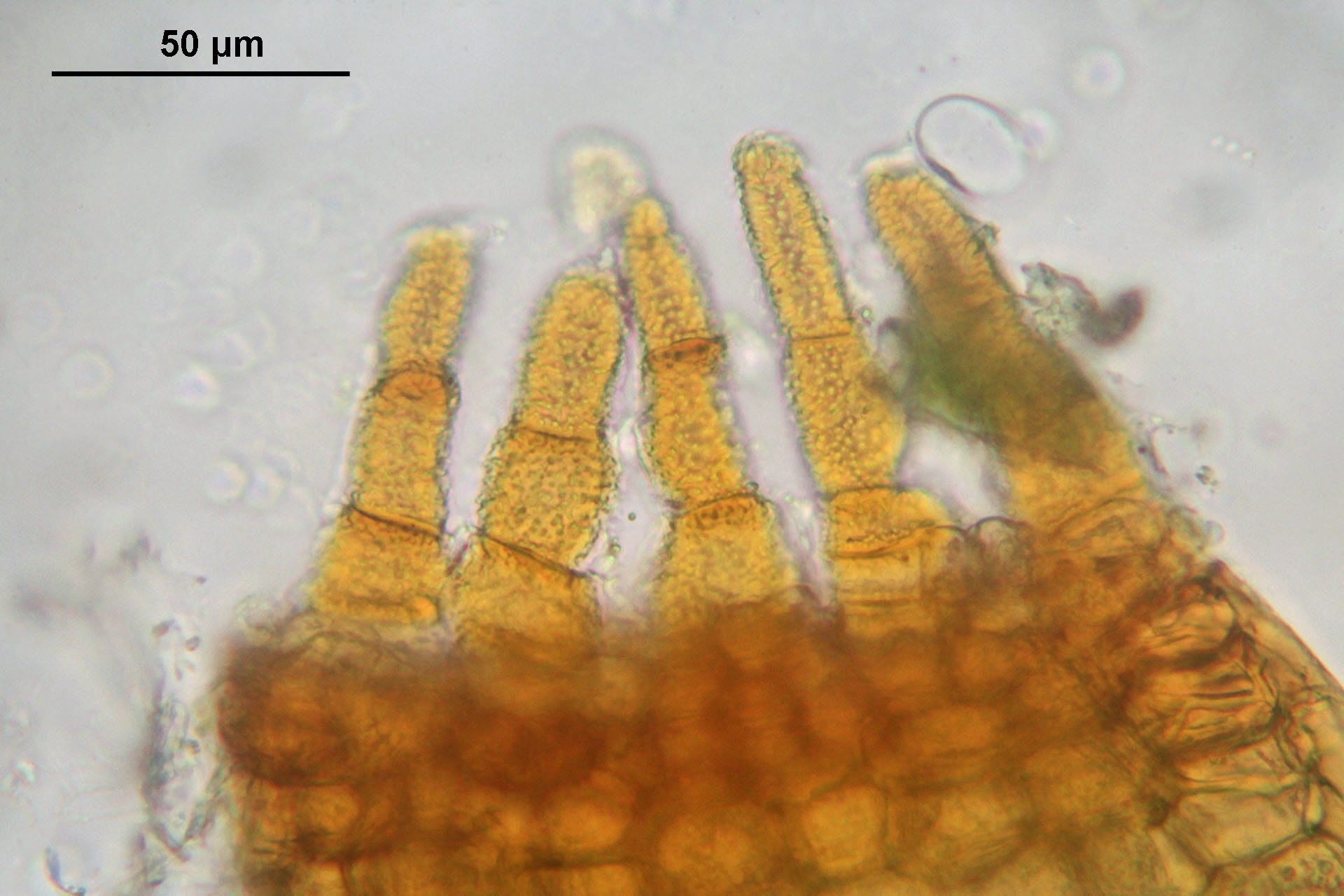
Peristoomtanden
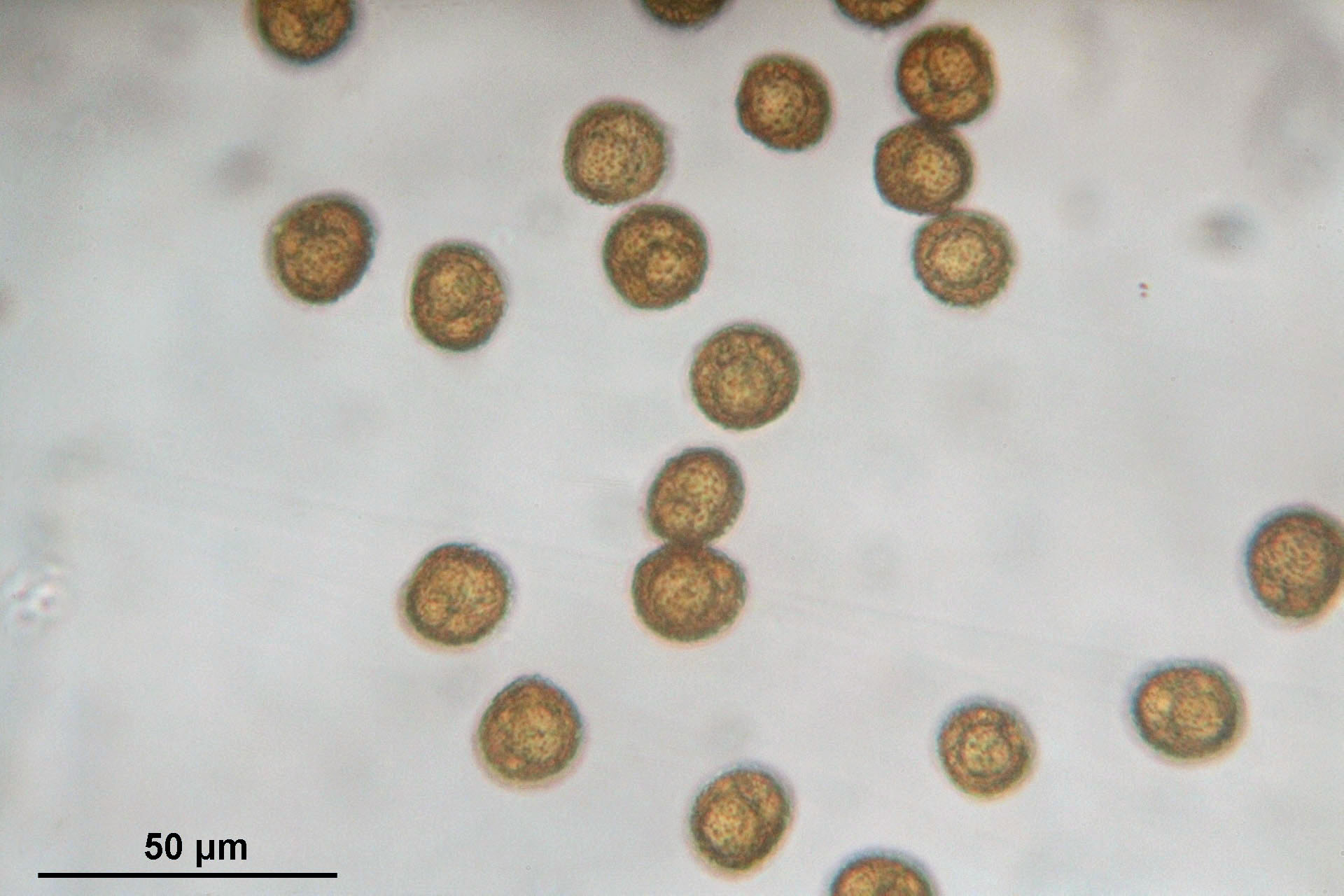
Sporen